# فرودگاه مناکا
فرودگاه مناکا (به انگلیسی: Ménaka Airport) یک فرودگاه همگانی است . این فرودگاه در کشور مالی قرار دارد و در ارتفاع ۲۷۴ متری از سطح دریا واقع شده‌است.